# Iszme-Szamasz
Iszme-Szamasz (akad. Išme-Šamaš, tłum. „bóg Szamasz mnie wysłuchał”) – według Sumeryjskiej listy królów szósty władca IV dynastii z Kisz. Dotyczący go fragment brzmi następująco:
„Iszme-Szamasz (z Kisz) panował przez 11 lat”.